# Argus Motoren
Pour les articles homonymes, voir Argus.
Argus Motoren était une société industrielle allemande connue pour sa série de petits moteur avec cylindres en V inversés utilisés par l'aviation durant la Première Guerre mondiale et l'Argus As 014 utilisé pour les V1.
La société est en activité de novembre 1906 à 1945.

## Histoire
La société Argus est créée en 1902 et produit d'abord des moteurs automobiles, puis, dès 1906, des moteurs d'aviation. L'activité aéronautique s'arrête en 1919 (avec un énorme ralentissement de l'ensemble de l'industrie aéronautique à la fin de la première guerre mondiale) et reprend en 1926. À la fin des années 20 et au début des années 30, Argus produit plusieurs types de moteurs 4 et 6 en ligne, et 8 cylindres en V, tous de disposition inversés (têtes de cylindres en bas) et refroidis par air.